# Libellago orri
Libellago orri är en trollsländeart som beskrevs av Dow och Hämäläinen 2008. Libellago orri ingår i släktet Libellago och familjen Chlorocyphidae. Inga underarter finns listade i Catalogue of Life.